# Baldissero Torinese
Pour les articles homonymes, voir Baldissero.
Baldissero Torinese est une commune de la ville métropolitaine de Turin, dans le Piémont, en Italie.

## Administration
| Période                                  | Période  | Identité      | Étiquette    | Qualité |
| ---------------------------------------- | -------- | ------------- | ------------ | ------- |
| 30 mai 2006                              | En cours | Carlo Corinto | lista civica |         |
| Les données manquantes sont à compléter. |          |               |              |         |

### Hameaux
Rivodora.

### Communes limitrophes
Castiglione Torinese, Torino di Sangro, San Mauro Torinese, Pavarolo, Pino Torinese, Chieri.